# 大数の法則

サイコロ投げの試行回数を限りなく増やすと、出た目の標本平均は平均に収束する。

大数の法則（たいすうのほうそく、英: Law of Large Numbers, LLN、仏: Loi des grands nombres）とは、確率論・統計学における基本定理の一つ。公理的確率により構成される確率空間の体系は、統計学的確率と矛盾しないことを保証する定理である。
たとえばサイコロを振り、出た目を記録することを考える。この試行回数を限りなく増やせば、出た目の標本平均が目の平均である 3.5 の近傍から外れる確率はいくらでも小さくなる。これは大数の法則から導かれる帰結の典型例である。より一般に、大数の法則は「独立同分布に従う可積分な確率変数列の標本平均は平均に収束する」と述べられる。
厳密には、大数の法則は収束をどのようにとらえるかに応じて、ヤコブ・ベルヌーイによる大数の弱法則 (WLLN: Weak Law of Large Numbers) と、エミール・ボレルやアンドレイ・コルモゴロフによる大数の強法則 (SLLN: Strong Law of Large Numbers) の2つに大別される。単に「大数の法則」と言った場合、どちらを指しているのかは文脈により判断する必要がある。

## 具体例

多数のコインを投げたときの表（赤）と裏（青）の出た頻度（左）と円グラフで表した比率（右）。

試行において事象が起こる公理的確率を p とする。さらに、この試行を反復しても、各結果の起こりやすさは変化しない（他の結果に影響を及ぼすことがない）ものとする。この仮定の下で、試行における事象の（起こる）確率は、試行回数を限りなく増やしていったときの、その事象の頻度（発生回数の相対度数）の極限値（統計的確率あるいは経験的確率）はほとんど確実に p に等しくなる。これは大数の法則から導かれる重要な帰結の一つであり、上記の仮定の下で統計的確率は公理的確率に等しいことの数学的な根拠を与える。
たとえばコイントス、特に公正なコイン（ゆがみや偏りがない、完全に対称なコイン）を投げて出た面を記録する試行を行うとする。このとき、表が出る確率と裏が出る確率は等しいと考えられるためともに 1/2 である確率空間になる。このとき、コイン投げの試行回数を限りなく増やすと、表が出る回数と裏が出る回数の比率はどちらも 1/2 に近づく。実際には、試行回数が有限では、各頻度が完全に 1/2 になることはほぼないが、極限値としては各頻度が 1/2 に収束する。これが大数の法則の主張である。
試行の回数を時刻と見たとき、時刻無限大の極限において時間平均が相平均に一致するという意味で、エルゴード理論の最も単純な数学的定式化（エルゴード定理）のうちの一つであるといえる。

## 数学的定式化
独立同分布に従う可積分な確率変数の無限列 X1, X2, … が与えられたとき、その平均を μ とおく。標本平均
{\displaystyle {\bar {X}}_{n}={\frac {1}{n}}(X_{1}+X_{2}+\cdots +X_{n})\quad (n\geq 1)}
のとる値が平均 μ の近傍から外れる確率は、十分大きな n を取れば、いくらでも小さくできる：
{\displaystyle \lim _{n\to \infty }P(\vert {\bar {X}}_{n}-\mu \vert >\varepsilon )=0\quad (\forall \varepsilon >0).}
これを大数の弱法則という。さらに同じ仮定の下で、n → ∞ とするとき、 {\displaystyle {\bar {X}}_{n}} は μ にほとんど確実に（almost surely, 確率 1 で）収束する：
{\displaystyle P(\lim _{n\to \infty }{\bar {X}}_{n}=\mu )=1.}
これを大数の強法則という。
強法則の方が弱法則より強い主張をしているが、その分証明が難しい。

## 証明
この節では確率変数が有限の分散 σ2 をもつ場合に限って、大数の弱法則の証明を与える。
確率変数列は独立同分布に従っているので、確率変数 {\displaystyle {\bar {X}}_{n}} の平均と分散はそれぞれ μ と σ2/n になる。よってチェビシェフの不等式から
{\displaystyle 0\leq P(\left\vert {\bar {X}}_{n}-\mu \right\vert >\varepsilon )\leq {\frac {1}{\varepsilon ^{2}}}V({\bar {X}}_{n})={\frac {1}{\varepsilon ^{2}}}{\frac {\sigma ^{2}}{n}}\to 0\quad (n\to \infty )}
となり、定理の主張が得られる。

## 仮定を満たさない例

標準コーシー分布に従う独立な標本の平均が取る値の推移例。

大数の法則は（有限な）期待値の存在を仮定している。期待値の存在しない場合は、大数の法則が当てはまらないことがある。例えば安定分布における特性指数が α ≤ 1 の場合（例：コーシー分布）である。また、大数の法則が成立するためには事象の独立性が保証されなければならない。